# Předhradí (okres Chrudim)
Obec Předhradí (do roku 1950 Rychmburk) se nachází v okrese Chrudim, kraj Pardubický, asi 4 km jihovýchodně od Skutče. Leží na strmém ostrohu mezi údolími říčky Krounky a Lešanského potoka, na jehož konci stojí hrad Rychmburk. Žije zde 397 obyvatel.
Předhradí je také název katastrálního území o rozloze 8,33 km2.

## Historie
Obec vznikla jako předhradí hradu Rychmburka patrně v 15. století, první písemná zmínka o obci pochází z roku 1468. Z téže doby pocházejí i hradby s baštami z lomového zdiva, do značné míry zachované. Původně nesla jméno hradu Rychmburk, k přejmenování došlo v padesátých letech 20. století.

## Pamětihodnosti
- Hrad Rychmburk byl založen kolem roku 1300 při zemské stezce mezi Čechami a Moravou, v letech 1530–1540 přestavěn na renesanční zámek. Trojkřídlá dvoupatrová budova kolem obdélného nádvoří, z jižní strany uzavřeného vysokou zdí. V západním rohu mohutná věž s renesančními sgrafity. Slouží jako domov pro mentálně postižené dospělé.
- Zbytky městských hradeb z 15. století s několika půlkruhovými baštami.
- Kostel Panny Marie, také kostel Panny Marie Sedmibolestné na jihozápadní straně obce je jednolodní barokní stavba z roku 1753 s věží z roku 1816 v průčelí. Obdélná loď i presbytář mají ploché stropy, uvnitř je cenné zařízení z doby výstavby kostela.
- Socha sv. Judy Tadeáše z roku 1723 ve středu malého náměstíčka před vstupem do hradu. Na zadní straně vysokého trojbokého podstavce je vytesán český text (chronogram) s datem 1723.
- Sousoší Kalvárie se sochami sv. Josefa a sv. Jana Nepomuckého při silnici do Skutče.
- Panský dvůr, rozsáhlá čtyřkřídlá patrová budova z roku 1586, barokně přestavěná, s rohovými rizality a štíty. Po dvou stranách obdélného dvora nízké kamenné arkády, v patře zazděné.
- Busta Adolfa Heyduka (1835–1923) na jeho rodném domě za hostincem při silnici do Skutče.[6]

## Doprava
Předhradí leží na silnici II/358, na níž je také autobusová zastávka Předhradí se spoji do Skutče, Proseče, Poličky a Hradce Králové. Železniční zastávka Předhradí je asi 3 km jihozápadně od obce a leží na trati Žďárec u Skutče - Polička.

## Části obce
- Předhradí
- Dolívka

## Fotogalerie

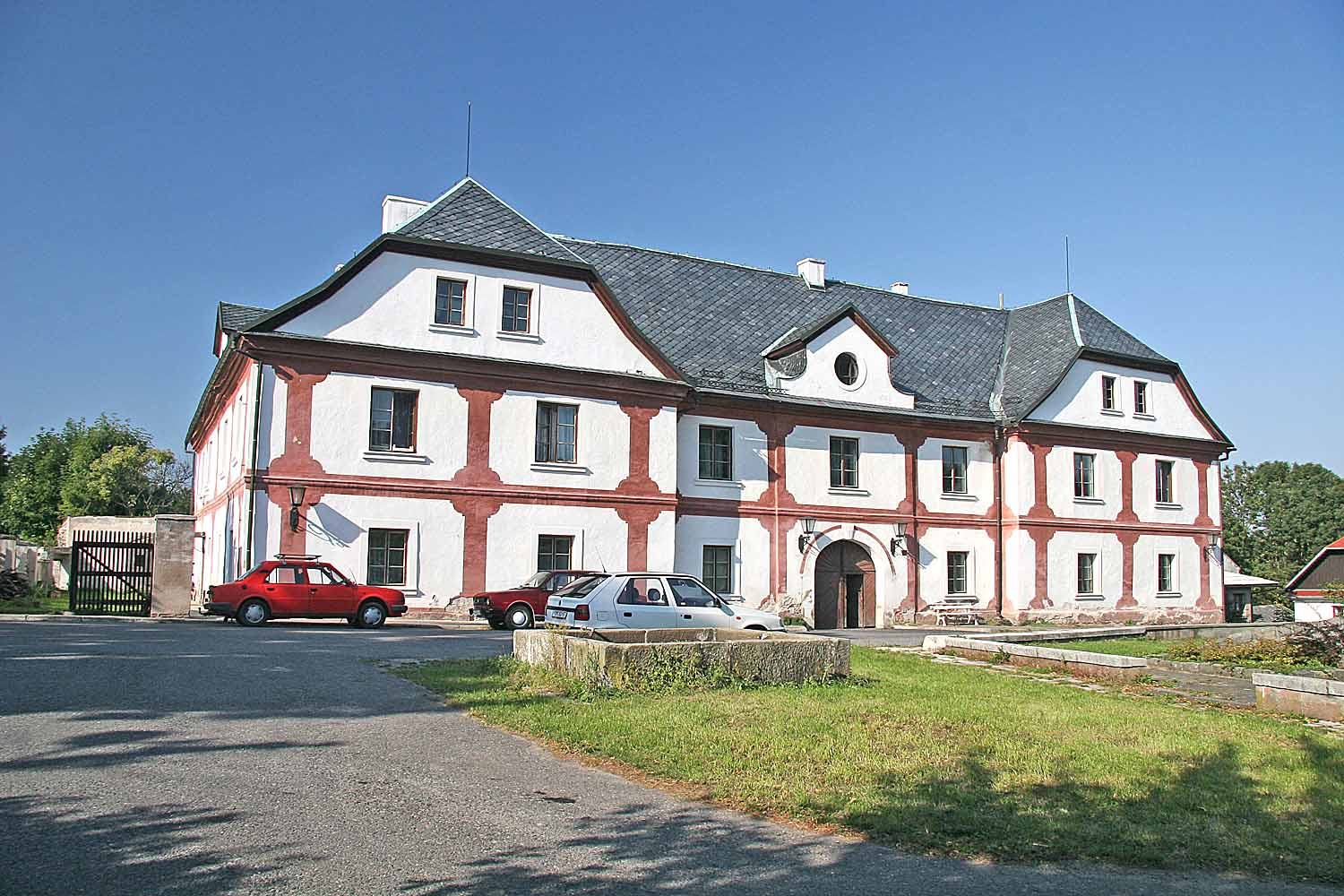
Budova Panského dvora
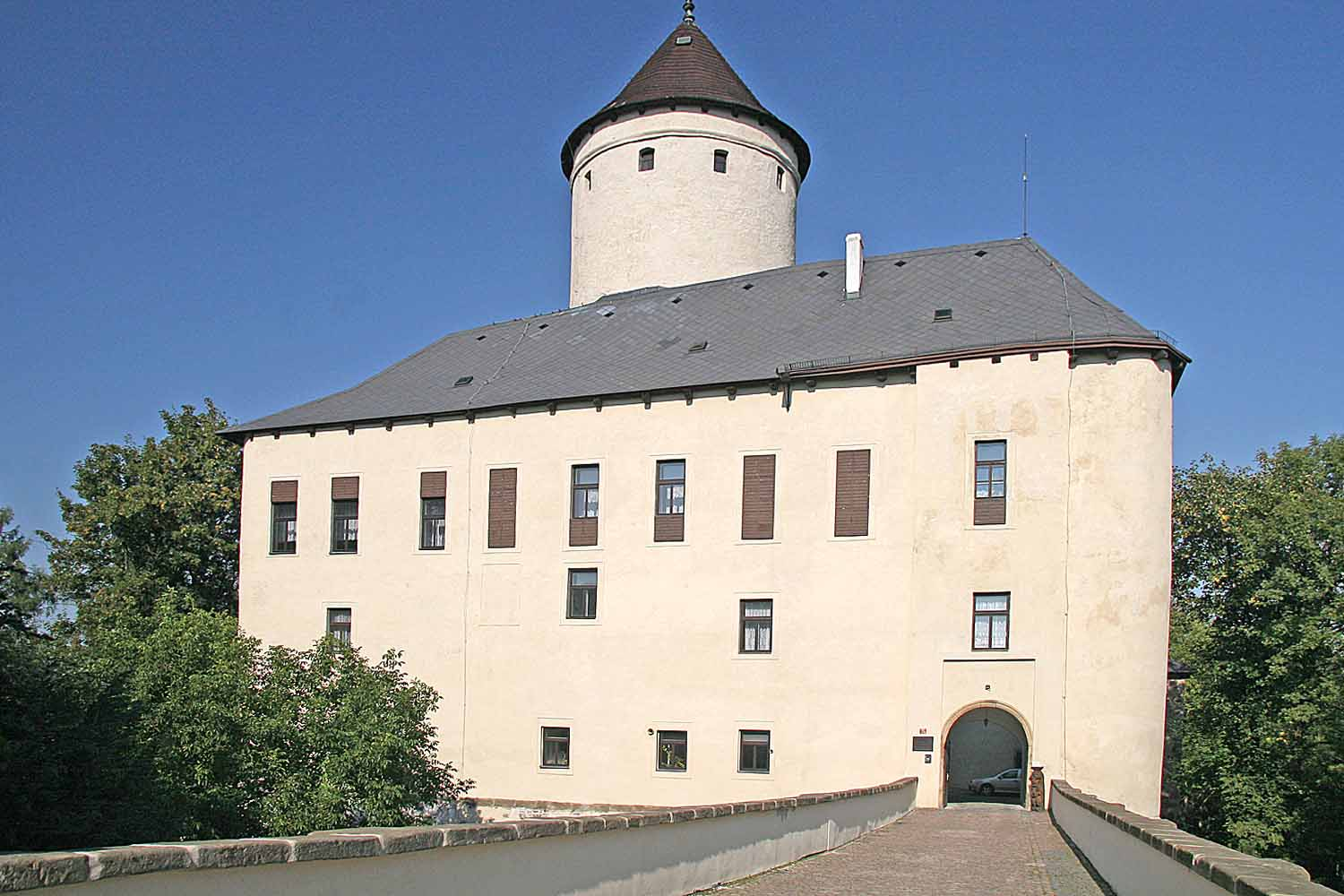
Hrad Rychmurk
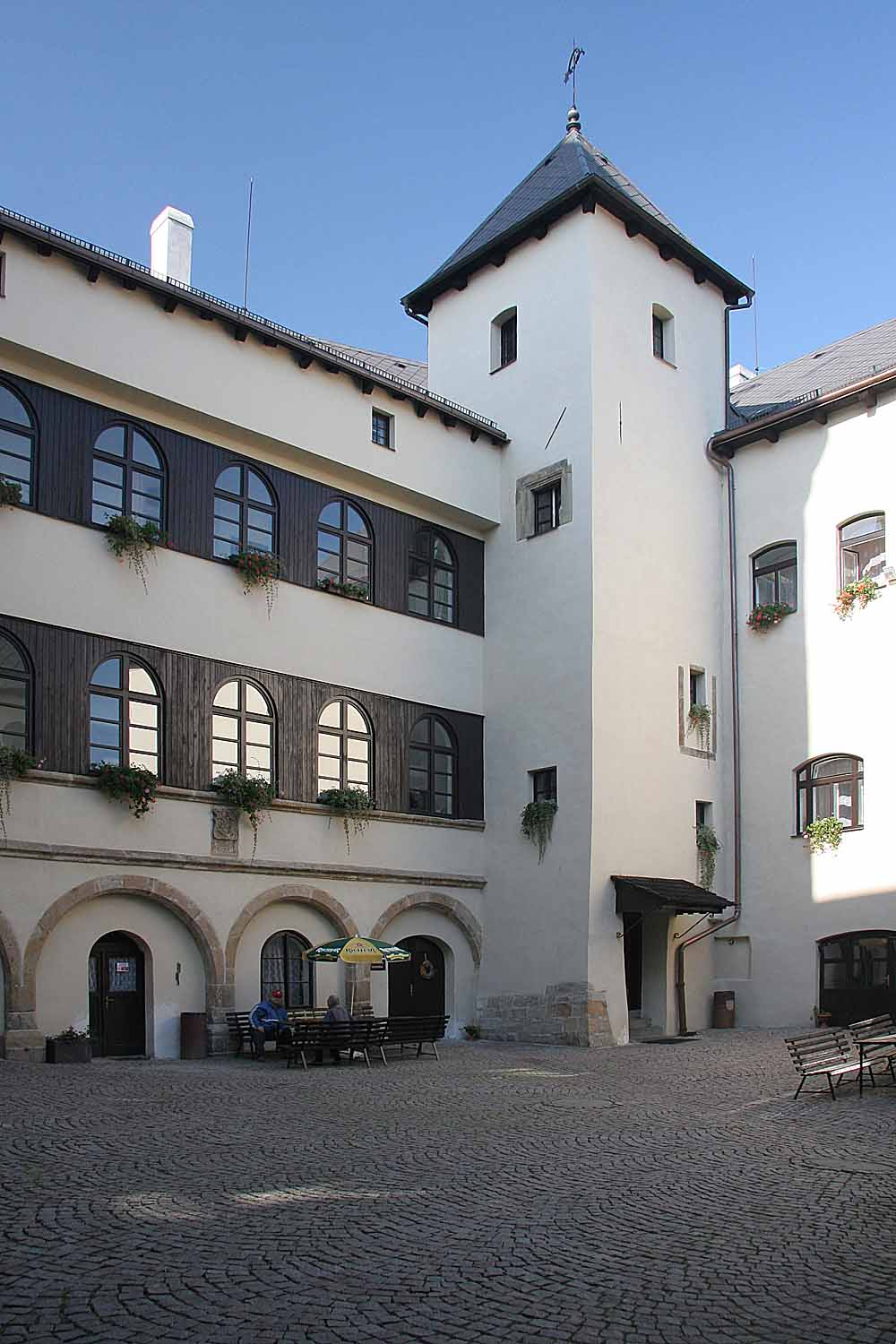
Nádvoří hradu Rychmburk